# داميان ليديسما
داميان ليديسما (بالإسبانية: Damián Ledesma)‏ هو لاعب كرة قدم أرجنتيني في مركز الوسط، ولد في 21 مايو 1982 في روساريو في الأرجنتين. لعب مع إنديبندينتي وروزاريو سنترال وسان مارتين دي سان خوان ونادي راسينغ.

## وصلات خارجية
- داميان ليديسما على موقع قاعدة بيانات كرة القدم.إي يو (الإنجليزية)
- داميان ليديسما على موقع Soccerway.com (الإنجليزية)